# Rainain
Rainain (Rai Nain, deutsch Einheimische) ist eine osttimoresische Aldeia im Sucos Bairro Pite (Verwaltungsamt Dom Aleixo, Gemeinde Dili). 2015 lebten in Rainain 1391 Menschen.

## Lage und Einrichtungen
Die kleine Aldeia Rainain liegt im Zentrum des Sucos Bairro Pite und bildet den Nordosten des Stadtteils Fatumeta. Nördlich der Avenida de Hudi Laran grenzen an Rainain im Nordwesten die Aldeias Bita-Ba und Teki-Teki. Im Nordosten sind die Aldeias Hale Mutin und Frecat die Nachbarn. Südlich liegen die Aldeias Fuslam, Niken und We Dalac und westlich schließlich die Aldeia Haburas.
Im Osten von Rainain befindet sich die katholische Grundschule Fatumeta und im Nordwesten im Palm Business & Trade Centre die Vertretung der Europäischen Union mit den Büros der Delegation der Europäischen Union.